# Vuelta a Andalucía 1971
La 18ª edición de la Vuelta a Andalucía se disputó entre el 14 y el 19 de febrero de 1971 con un recorrido de 674,00 km dividido en un prólogo de dos sectores y 5 etapas, con inicio y final en Málaga. 
Participaron 56 corredores repartidos en 7 equipos de los que sólo lograron finalizar la prueba 41 ciclistas.
El vencedor, el  belga Jean-Pierre Monseré, cubrió la prueba a una velocidad media de 34,530 km/h. La clasificación de la regularidad fue para el  holandés Jos Van der Vleuten, mientras que en la clasificación de la montaña se impuso el belga Roger De Vlaeminck.

## Etapas
| Etapa       | Fecha         | Recorrido                      | Km | Ganador de la etapa |
| Prólogo (a) | 14 de febrero | Málaga - Málaga                |    | Roger De Vlaeminck  |
| Prólogo (b) | 14 de febrero | Málaga - Fuengirola            |    | Eric Leman          |
| 1ª          | 15 de febrero | Málaga - Córdoba               |    | Jean-Pierre Monseré |
| 2ª          | 16 de febrero | Córdoba - Sevilla              |    | Eric Leman          |
| 3ª          | 17 de febrero | Sevilla - Jerez de la Frontera |    | Jean-Pierre Monseré |
| 4ª          | 18 de febrero | Jerez de la Frontera - Ronda   |    | Roger De Vlaeminck  |
| 5ª          | 19 de febrero | Ronda - Málaga                 |    | Peter Kisner        |